# Versalift Denmark
Versalift Denmark A/S er en dansk producent af mandskabslifte, som de sælger, monterer og servicerer. Virksomheden er lokaliseret i Farsø. Siden 2001 er det et datterselskab til amerikanske Time Manufacturing Company. Versalift Denmark er ansvarlig for Danmark, Sverige og Norge og en division i Versalift Europe.
Versalift Denmark har udover egen produktion, også forhandlingen og et bredt sortiment i Danmark af Ruthmann, Bluelift, Skyjack, Movex og France Elevateur. Versalift producerer hvert år ca. 1100 lifte og leverer omkring 300 stk. nøglefærdige liftbiler.
Versalift Denmark har ca. 200 ansatte (2024). I regnskabsåret 2024 omsatte de for 435 mio. kroner.